# Thanh Hoa
Thanh Hóa er en vietnamesisk by. Det er hovedstaden i provinsen Thanh Hóau. Befolkningen er 393.244 indbyggere (2012). Thanh Hóa er 137 km syd for Hanoi. Sao Vang Lufthavn er 45 km fra centrum.
- Wikimedia Commons har flere filer relateret til Thanh Hoa